# Завалье-2
Завалье-2 — деревня в городском округе Кашира Московской области.

## География
Находится в южной части Московской области на расстоянии приблизительно 20 км на юг по прямой от железнодорожной станции Кашира на юго-запад от деревни Завалье-1.

## Население
Постоянное население составляло 50 человек в 2002 году (русские 90 %), 38 в 2010.